# Illit
Illit là một khoáng vật dạng mica, có kích thước cỡ hạt sét, không giãn nở. Illit hoặc là phyllosilicat hoặc aluminosilicat tạo lớp. Cấu trúc của nó được hợp thành từ sự lặp lại của các lớp Tứ diện – Bát diện – Tứ diện. Không gian giữa các lớp chủ yếu do các cation kali hydrat hóa kém chiếm chỗ và chúng là nguyên nhân cho sự thiếu vắng khả năng giãn nở. Về mặt cấu trúc, illit là tương tự như muscovit hay sericit với nhiều hơn một chút silic, magiê, sắt, nước và ít hơn một chút nhôm tứ diện và kali liên lớp. Công thức hóa học được đưa ra như là (K,H3O)(Al,Mg,Fe)2(Si,Al)4O10[(OH)2,(H2O)], nhưng ở đây có một sự thay thế ion đáng kể. Nó xuất hiện như là các tổ hợp của các tinh thể đơn tà nhỏ màu từ xám tới trắng. Do kích thước nhỏ nên việc nhận dạng rõ ràng thông thường đòi hỏi cần phải có phân tích nhiễu xạ tia X. Illit xuất hiện như là sản phẩm biến đổi của muscovit và fenspat trong các môi trường phong hóa và thủy nhiệt. Nó là phổ biến trong các trầm tích, đất và các loại đá trầm tích chứa sét cũng như trong một số loại đá biến chất mức thấp. Glauconit trong các trầm tích có thể được phân biệt bằng phân tích tia X.
|  |

Dung lượng trao đổi cation (CEC) của illit là nhỏ hơn so với của smectit nhưng cao hơn của kaolinit, thông thường trong phạm vi khoảng 20 – 30 meq/100 g.
Illit lần đầu tiên được miêu tả cho các xâm nhập trong đá phiến sét Maquoketa ở Calhoun, Illinois, Hoa Kỳ vào năm 1937. Tên gọi của nó có nguồn gốc từ vị trí điển hình của nó là bang Illinois. Illit còn gọi là hydromica (thủy mica) hay hydromuscovit. Brammallit là khoáng vật tương tự nhưng giàu natri.
Illit cũng được sử dụng trong một vài loại chất bổ trợ dinh dưỡng, với các lợi ích được tự cho là nằm trong khoảng từ các chức năng đường ruột tới làm giảm kim loại nặng trong máu. Chẳng hạn, một công ty của Pháp, Argiletz, cung cấp một loạt sản phẩm để bán tại Vương quốc Anh và một vài nơi khác. "Green clay" (đất sét xanh), một thuật ngữ được sử dụng trong một số ngôn ngữ, thường có chứa illit. Tại Scotland, các sử dụng trong của illit có lẽ có từ thời người Celt.